# Кушім

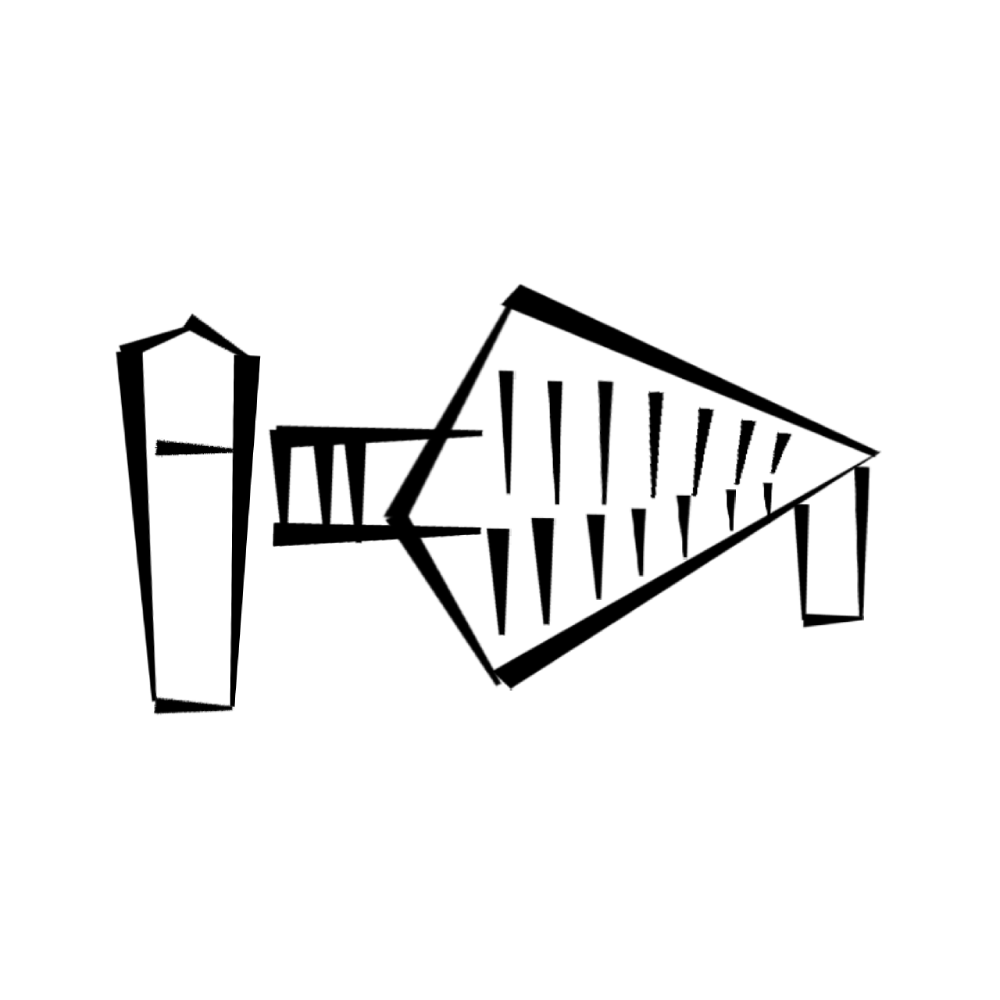
Ілюстрація протоклинопису «Кушим» на деяких стародавніх шумерських глиняних табличках.

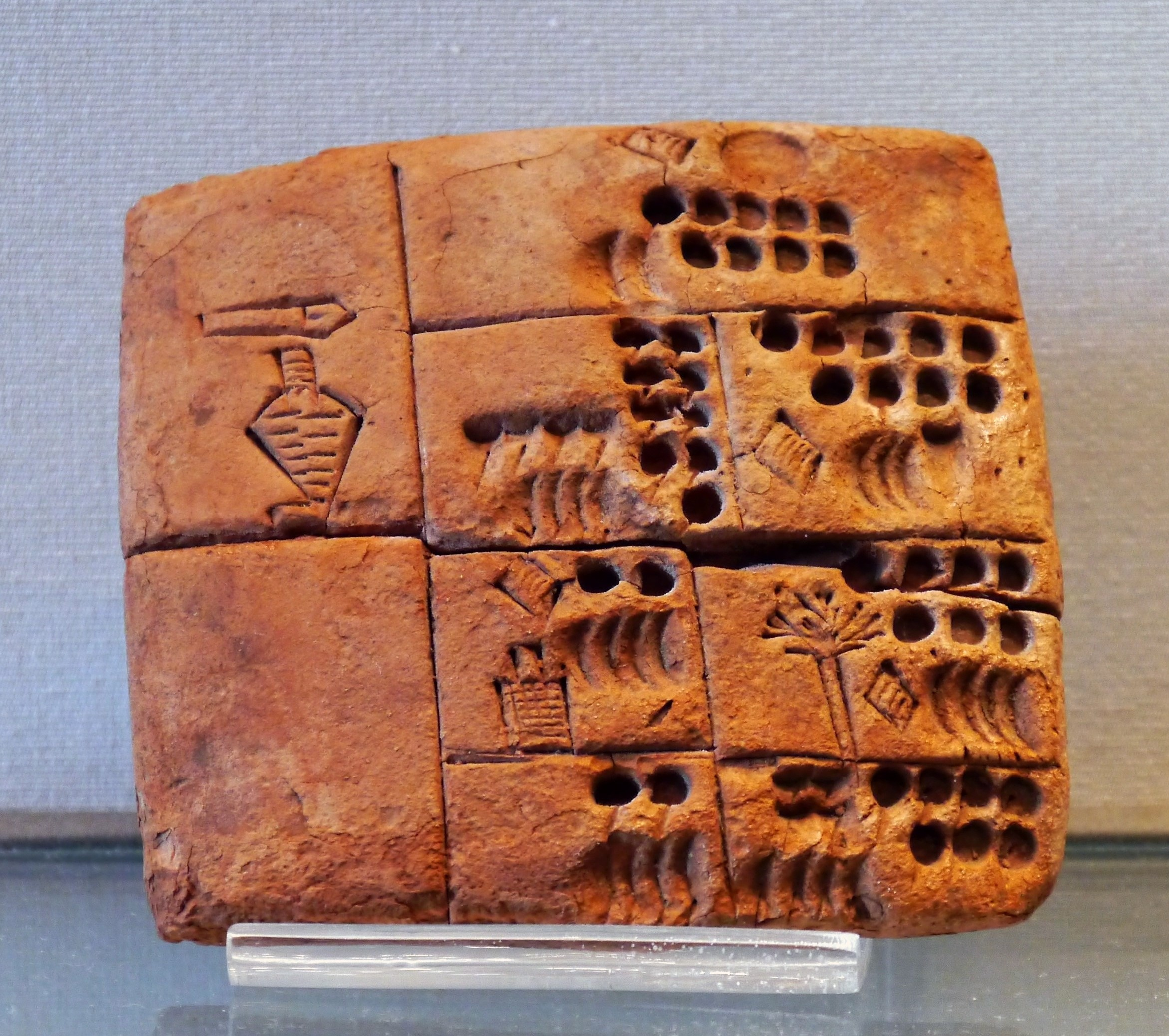
Шумерська глиняна табличка, підписана Кушімом у верхньому лівому куті.

Кушім (шумерська: 𒆪𒋆 KU.ŠIM) — найдавніше відоме ім'я людини, що зафіксоване на письмі. Назва «Кушім» зустрічається на кількох глиняних табличках періоду Урук (приблизно 3400–3000 рр. до н. е.), які використовувалися для запису операцій з ячменю . Проте, серед дослідників немає єдиної думки щодо того, чи є цей підпис іменем цієї особи, назвою посади, яку він займав, чи назвою установи, яку він представляв.

## Таблички періоду Урук
Письмо в стародавньому Шумері було трудомістким заняттям, відомим небагатьом. З цієї причини писемність використовувалася переважно для ведення господарського обліку.. Глиняна табличка зі словом Кушім була знайдена в місті Урук і описує комерційну операцію через один із перших прикладів запису інформації у формі ребуса. У табличці написано: «29 086 мір ячменю за 37 місяців Кушіма» і перекладається вченими так: «(Прийнято) 29 086 мір ячменю за 37 місяців. Кушим». Станом на  1993, відомо, що ім'я Кушіма з'явилося на 18 окремих протоклинописних глиняних табличках того періоду.
Ще одна глиняна табличка періоду Урук, яка містить імена, датовані приблизно 3100 роком до н. е. містить імена рабовласника (Гал-Сал) і двох його рабів (Ен-пап X і жінка Суккалгір). Ця табличка, ймовірно, була виготовлена через одне або два покоління після таблички Кушіма.

## Ідентичність
Вважається, що Кушім був або індивідуальним, або загальним титулом посадовця. Клинописні літери «KU» і «ŠIM» не були подані з великим контекстом, і тому важко визначити, чи позначають такі комбінації знаків людину, посаду чи цілу установу. Кушім відповідав за виробництво та зберігання ячменю. На деяких табличках розподіл ячменю кільком посадовим особам стягується як різні дебети, а на звороті підсумовується як єдиний кредит для погашення відповідальності Кушіма. Один відносно простий рахунок показує стягнення різної кількості ячменю трьом чиновникам на аверсі, тоді як Кушім зараховувався за загальну суму, розподілену чиновникам на реверсі. Однак зворотний бік також можна інтерпретувати як рахунок Кушіма. Інші таблички є складнішими, показуючи введення різних інгредієнтів на лицьовій стороні (солод, хміль тощо), а показуючи різні види пива як вихід на зворотному боці. На одній табличці показано, що Кушім надав 14 712 літрів ячменю чотирьом чиновникам.